# Breitenbrunner Kalksandstein
Der Breitenbrunner Kalksandstein wurde in sieben Steinbrüchen am Fuß und Gehänge des Leithagebirges nördlich und nordwestlich von Breitenbrunn in der historischen geologischen Literatur erwähnt, deren kostbarster bauwürdiger Stein der sogenannte „Breitenbrunner Bildhauerstein“ war und in verschiedenen Qualitäten (I, II, III) abgebaut wurde. Eine erste Nennung für die Verwendung des „staines von Praittenbrunn“ am Stephansdom ist in den Kirchenmeisterrechnungen erstmals im Jahre 1476 zu finden. Dieser Kalksandstein entstand im Tertiär.

## Gesteinskundliche Beschreibung
Der Breitenbrunner Bildhauerstein präsentiert sich makroskopisch als feinkörniger, oft blendend weißer, poröser und relativ weicher Kalksandstein, der häufig kleine schwarze und rostrote Einschlüsse („Fliegenschiss“) aufweist.
Gesteinsphysikalische Kennwerte:
durchschnittliche Rohdichte: 1,77 g/cm³
Porenvolumen: 40–42 Vol.-%
durchschnittliche Druckfestigkeit
trocken: 13 N|/mm²
wassersatt: 8 N/mm²
durchschnittliche Wasseraufnahme: 21,0 M.%
Der Breitenbrunner Kalksandstein ist als nicht verwitterungsbeständig anzusehen und dementsprechend relativ selten im Freien nachzuweisen. Vor allem seine hohe Porosität mit hohem Anteil an kapillaraktiven Feinporen macht ihn empfindlich in Hinsicht auf Frostbeständigkeit und Salzkristallisationswiderstand. Häufige Schadensbilder sind Krusten- und Schalenbildung.

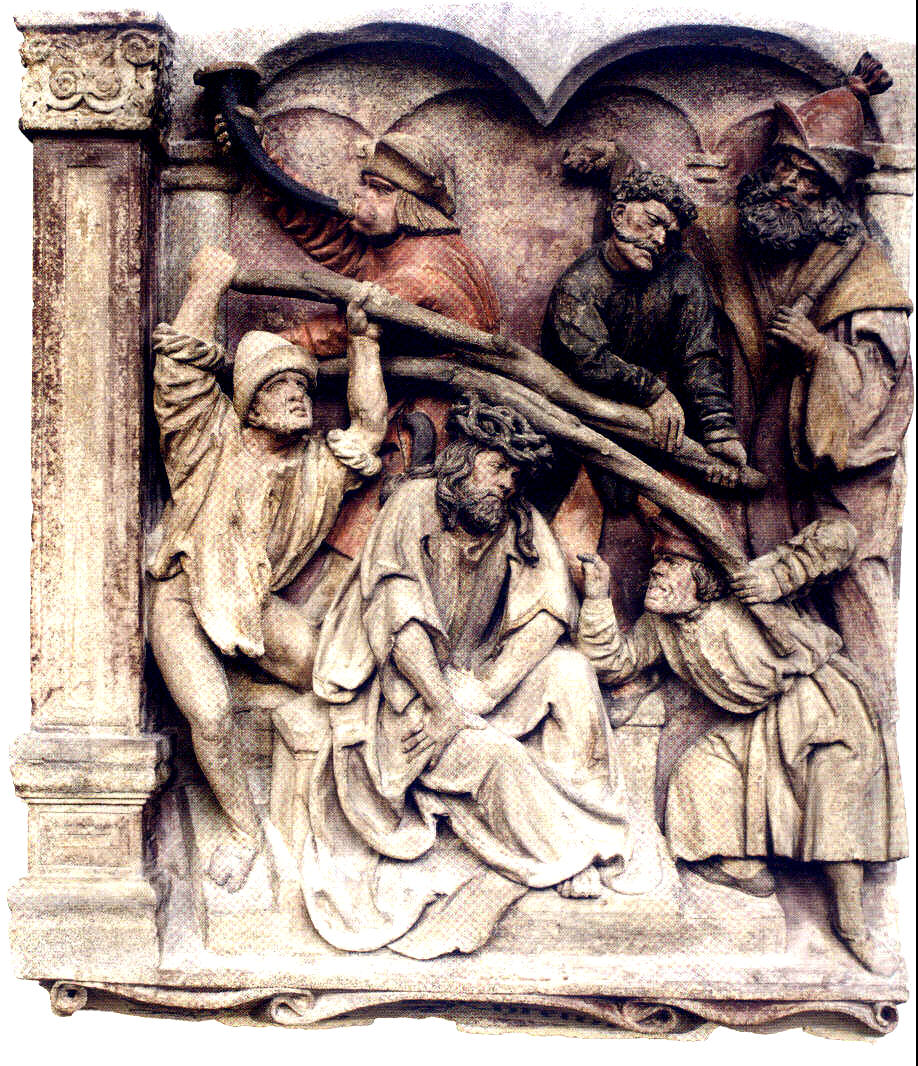
Steinrelief Dornenkrönung

## Verwendung (Beispiele)
Neben der unten angeführten Kanzel, die Skulpturen des Großlobminger Meisters (Belvedere, Wien). Weiters eine Pietà der Wallfahrtskirche Maria am Anger in Krenstetten (NÖ), die „Judenburger Madonna“ (1420–1425) der Pfarrkirche St. Nikolaus in Judenburg (Stmk.), eine Skulptur der hl. Dorothea (um 1410) der Pfarrkirche von Steyr (OÖ).

### Passionsreliefs von St. Stephan
Andreas Rohatsch beschreibt „…an zwei Reliefs - Christus vor Kaiphas und Dornenkrönung - konnten daumennagelgroße Gesteinssplitter für mikroskopische gesteinskundliche Untersuchungen entnommen werden“.  Schon Alois Kieslinger bestimmte 1949 als „zweifellos Breitenbrunner“, was überprüft und auch verifiziert werden konnte. Die besonders fein ausgeführten Bildhauerarbeiten aus dem frühen 16. Jahrhundert stellten hinsichtlich der Feinkörnigkeit, Homogenität und der leichten Bearbeitbarkeit besondere Anforderungen.

### Kanzel im Wiener Stephansdom

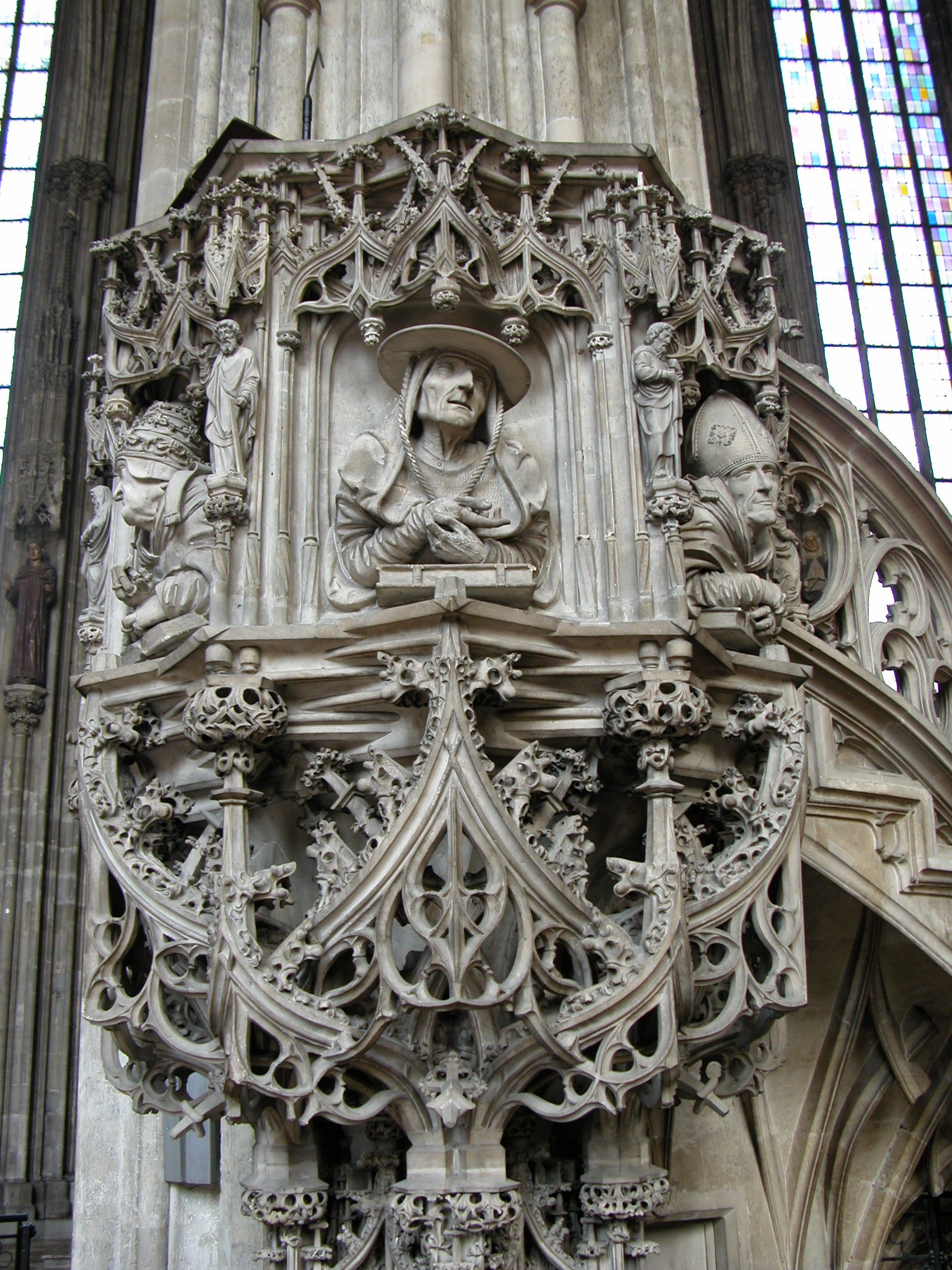
Kanzel des Stephansdomes

Die zwischen 1510 und 1515 entstandene Kanzel erweckte von Anfang an durch die zarte, für Steinarbeit kaum verständliche Ausführung ihres Rankenwerkes und der Figuren allgemeine Bewunderung. Bei dieser Zartheit der Formen waren Beschädigungen unvermeidlich. Ältere Restaurierungen sind von 1597 und 1652 überliefert. Der Altbestand der Kanzel ist aus einem sehr feinkörnigen, weißgelblichen Leithakalksandstein, von dem einzelne Stücke eine gewisse Ähnlichkeit mit feinem Margarethener Stein haben, sich von diesen aber durch die ungleich geringere Härte unterscheiden. Andere Teile, wie die Brüstungsplatte mit Papst Gregor, sind aus einem ganz weißen Stein. Beide miteinander durch alle Übergänge verbundenen Abarten sind als Breitenbrunner Stein anzusprechen. Die Bestimmung der Steine war dadurch besonders erschwert, dass sich ihre Oberfläche größtenteils durch Reste alter Anstriche stark gelb, stellenweise tiefbraun verfärbt hatte, andererseits fast keine frischen Bruchflächen zugänglich waren.
Es erscheint unverständlich, wie es technisch möglich war, diese zarten Formen an der Kanzel in so feiner Weise auszuarbeiten. Das ganze Werk besteht nur aus einigen wenigen großen Blöcken. Der Unterbau besteht aus nur drei großen Steinblöcken. Die Kanzelbrüstung besteht aus vier Werkstücken. Innerhalb jedes dieser ist alles, der Baldachin samt dem Brüstungsgesims und der Bildnisbüste, aus demselben Block herausgearbeitet.
Die technische Virtuosität des aus drei Steinblöcken herausgearbeiteten, nicht aus Einzelteilen zusammengefügten Sockels legt eine Arbeitsteilung zwischen Bildhauer und Steinmetz nahe, wie sie sich ohnedies bei einem so komplexen Kunstwerk anbietet. Die Zeichnung eines Sakramentshauses im Dom, welche nicht mehr vorhanden ist, mit großer Ähnlichkeit zur Kanzel, besitzt die zeitgenössische Aufschrift Michel Fröschl die zeit paw maister hie zu Wien und verweist auf den seit 1517 als Parlier und seit 1526 als Baumeister amtierenden Steinmetzen.

### Hofoper

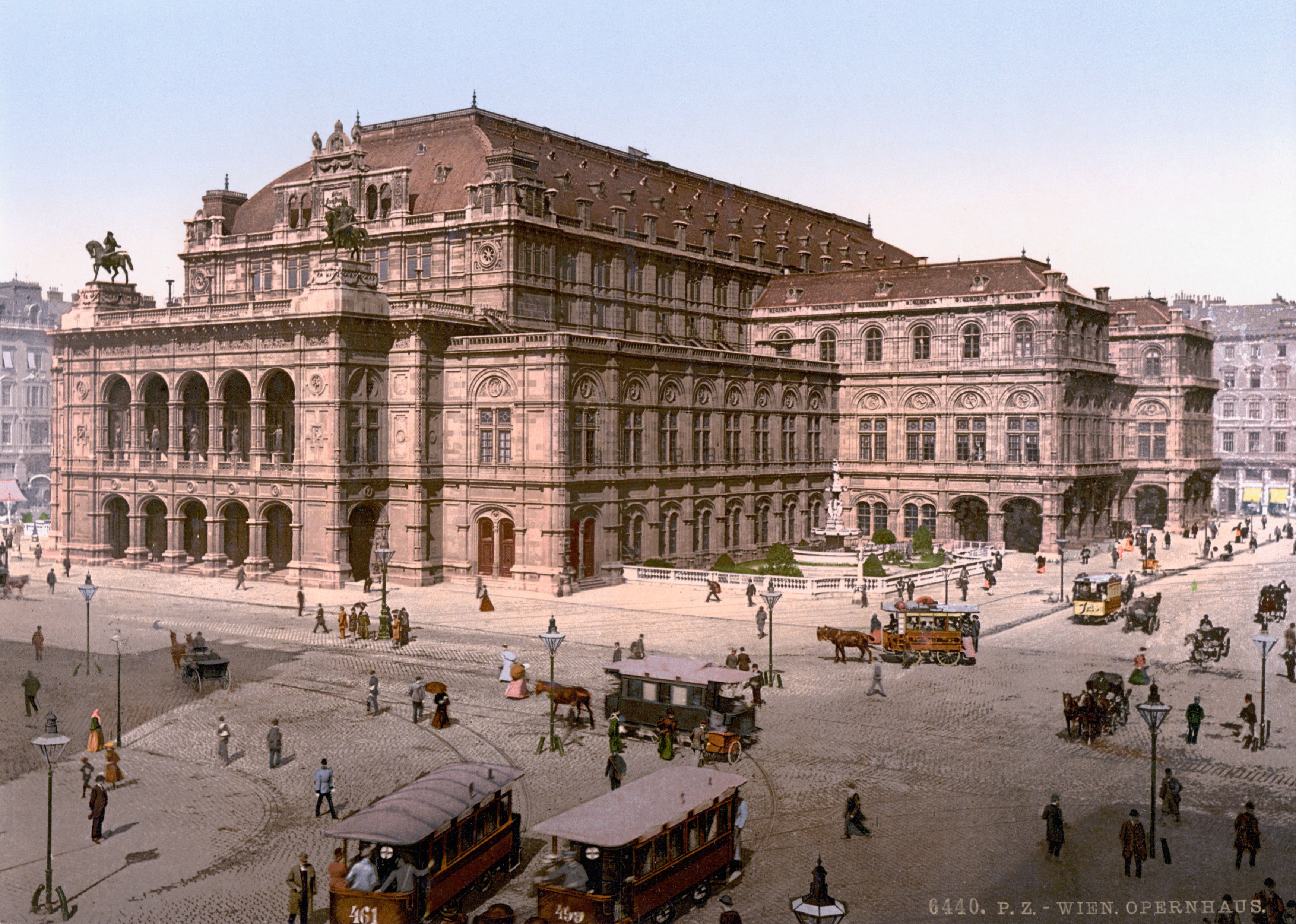
Wiener Opernhaus um 1900

Für den Bau der Hofoper verwendbares Steinmaterial, Bericht vom 5. November 1863:
„Geprüft wurde Wöllersdorfer Stein, harter und mittelharter Kaiserstein, Kelheimer Stein, Joiser Stein, Sóskúter Stein und Breitenbrunner Stein. Der Kelheimer Stein wurde als Hauptstein entschieden. Der Breitenbrunner konnte in drei Qualitäten geliefert werden:“
- „der „Gewöhnliche“, in der Farbe sehr ähnlich dem Kelheimer, jedoch etwas poröser und nicht tragfähig, kann daher wo selber gegen einen starken Druck oder Abnützung geschützt ist, ganz gut verwendet werden.“
- „der „Bildhauerstein“ von gleicher Farbe, sehr feinkörnig, bildsam, witterungsbeständig und auch tragfähiger, kann zur Verwendung neben dem Kelheimer Stein bestens empfohlen werden.“
- „der „Bodenstein“, ähnlich dem letzteren, nur noch fester, steht dem guten Kelheimer noch näher.“

#### Besichtigung der Breitenbrunner Brüche
Um den Zeitplan einzuhalten, war es notwendig, die Bautätigkeit zu beschleunigen. Franz Wilt, k.k. Leiter der Bau-Inspektion berichtete dem k.k. Staatsministerium am 7. April 1864:
„…am 24. März erfolgte in Gesellschaft des Herrn Professor von Sicardsburg die Besichtigung und gefunden, dass im vergangenen Winter sehr wenig geleistet worden sei. Es wurde mit den dortigen Steinbruchbesitzern Winkler und Putz Verträge auf die Lieferung von monatlich insgesamt 5.000 Kubikfuß abgeschlossen und in der Folge die Breitenbrunner Steinbrüche auch lebhaft betrieben werden.“

#### Protokoll in der Baukanzlei des Hofopernhauses

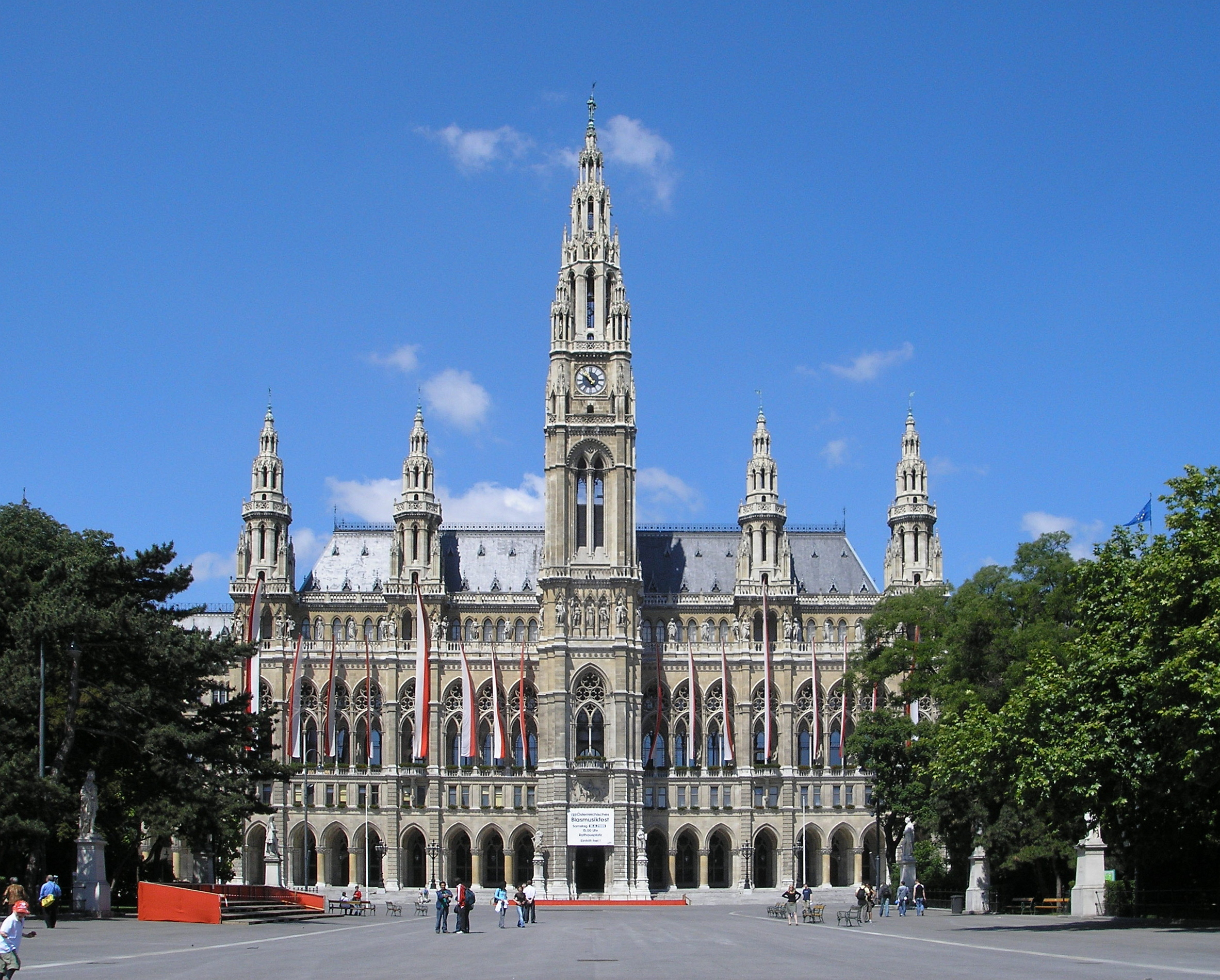
Wiener Rathaus

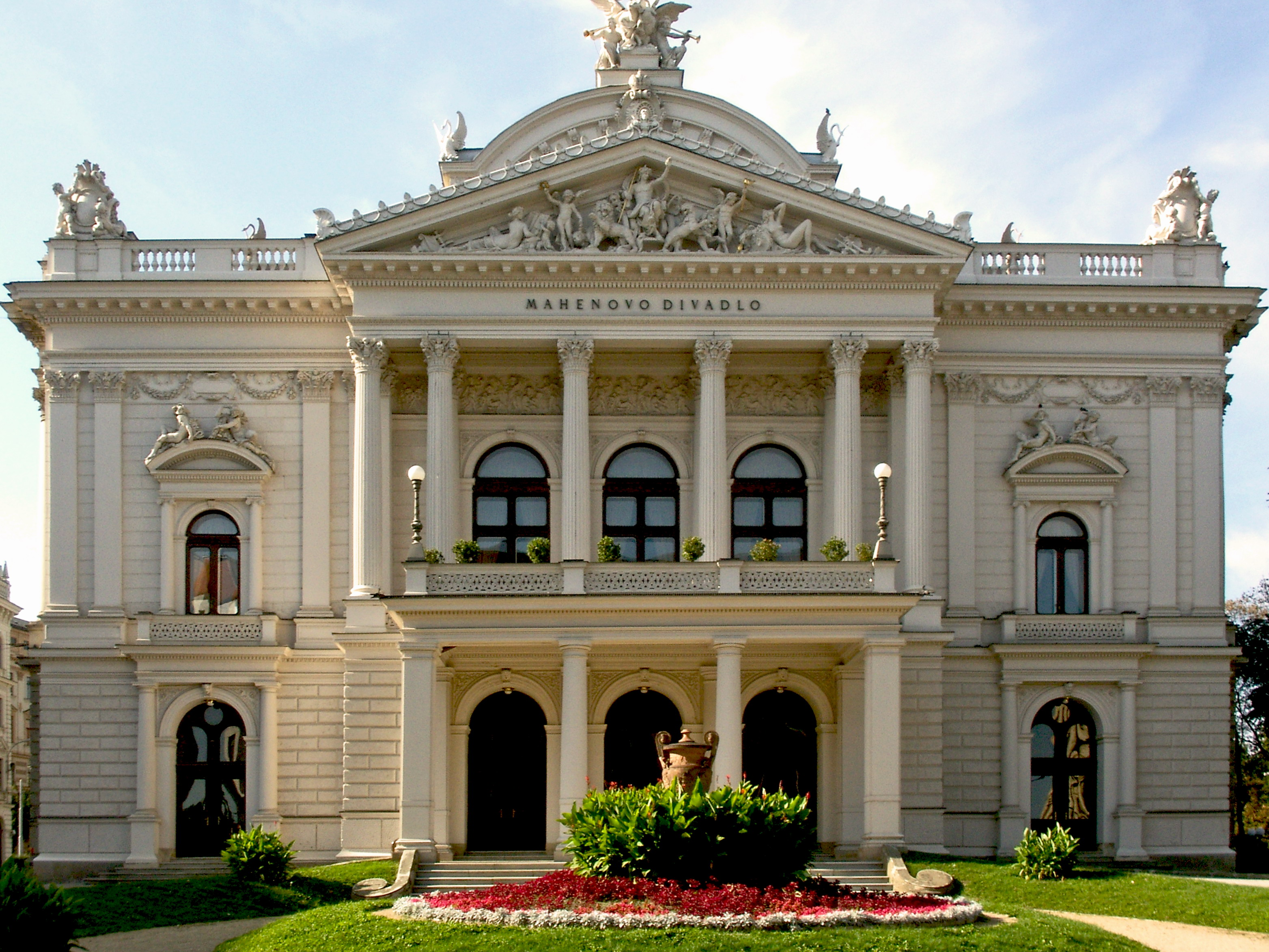
Mahen-Theater

Die Steinmetzmeister gaben am 7. Oktober 1864 zu Protokoll: „wegen der Schwierigkeiten, den Kelheimer Stein in so großen Quantitäten und in der raschen Zeit beizustellen, es gestattet werden solle, den Breitenbrunner Stein zu verwenden. Herr Wilt forderte, dass wenigstens eine besonders sorgfältige Auswahl bester Qualität beobachtet werde und alle zu weichen Stücke auszuscheiden seien.“

### Wiener Rathaus
Durch die Wiener Gemeinderatsbeschlüsse der Jahre 1874–1877 erfolgten Lieferungen von Breitenbrunner Roh- und Bildhauerstein. Ferdinand Krukenfellner, Kaisersteinbrucher Steinmetzmeister, war Steinbruchbesitzer in Breitenbrunn, Blumenstingl, mit einer jährlichen Ausbeute von 400 m³ Kalksandstein. Ein weißer, mittelfein bis feiner, nicht polierbarer, weicher Stein, verwendbar für Figurensteine, Ornamente, Quaderverkleidungen an Fassaden, Altäre, der in der Hofoper, den Hofmuseen, in der Hofburg am Michaelerplatz, im Rathaus eingebaut wurde.

### Mahen-Theater in Brünn
Das ehemalige Deutsche Stadttheater in Brünn wurde im historistischen Stil von den  Architekten Fellner und Helmer erbaut. Steinbruchbesitzer Ludwig Winkler in Breitenbrunn-Blumenstingl im Antwortschreiben an den Brünner Meister Johann Lang am 12. November 1881: „…die Stücke welche Sie mir angeben, sind so nicht zu liefern, denn es ist nicht einmal ein Wagen, der so schwer trägt…“ „…die Lieferzeit kann ich jetzt im Winter nicht bestimmen, denn es kann uns vier bis sechs Wochen einschneien…“ Der Wiener Bildhauer Franz Schönthaler schrieb am 22. November 1881: „…sie verlangten kleinere Dimensionen, sende sogleich die möglichen kleineren, wodurch die Stückzahl von 13 auf 19 vermehrt wird“.